# Ángel Rubio y Laínez

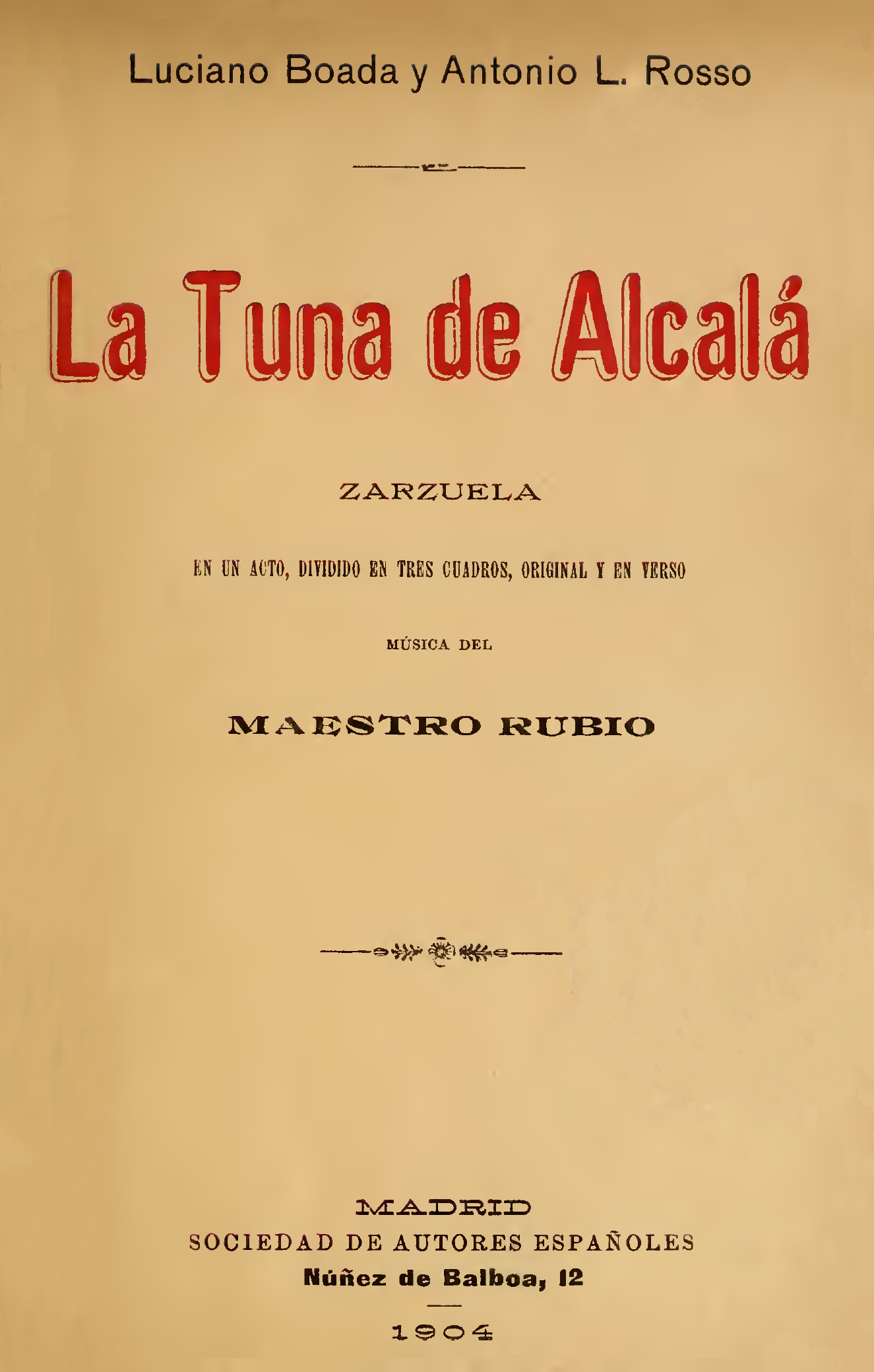
"La Tuna de Alcalá", Sarsuela de 1904.

Ángel Rubio y Laínez (Madrid, 27 de novembre de 1846 - Vicálvaro, 9 d'abril de 1906) fou un compositor de sarsueles madrileny.
Estudià al Conservatori de la cort i per espai de vint-i-cinc anys fou un dels cultivadors més polars i fecunds de l'anomenat Género chico, en què, sense assolir l'altura de Chapí i Caballero, ocupà un lloc molt honrós, però el perjudicà l'excés de producció, cosa que fa que la majoria d'ella manqui d'originalitat. Les seves obres, que s'aproximen al centenar, es representaren, no obstant, amb èxit arreu d'Espanya i l'Amèrica llatina.
Només citarem les més conegudes:
- Por la tremenda (1876);
- El fenómeno (1877);
- Periquito entre ellas (1877);
- La misa del gallo (1878);
- El rigor de las desdichas (1878);
- Ya somos tres (1880);
- Tres pies para un banco (1881);
- Variedades (1881);
- Dos excéntricos (1883);
- Contratos al vuelo (1883);
- Baño de ola (1884);
- Toros en París (1884);
- Apuntes del natural (1888);
- El cosechero de Arganda (1888);
- Al agua patos (1888);
- Dos canrios de café (1888);
- ¡A la Exposixión! (1890);
- Folies Bergère (1892);
- Madrid Puerto de mar (1892);
- Números primos (1894);
- De P. P. i W. (1894);
- Las plagas de Madrid (1895);
- Ensalada rusa (1895);
- Te espero en Eslava tomando café (1898);
- La nieta de su abuelo (1898);
- Cambios naturales (1899);
- El Chico de la portera (1901);
- El juicio oral (1901);
- La Tuna de Alcalá (1904).